# Krumbach (Vorarlberg)
Krumbach es una localidad del distrito de Bregenz, en el estado de Vorarlberg, Austria, con una población estimada a principio del año 2018 de 1042 habitantes. 
Se encuentra ubicada al norte del estado, cerca de la frontera con Alemania (estado de Baviera), de las montañas Arlberg que la separan del estado del Tirol, y del lago de Constanza.

## Arquitectura
La parada de autobús Krumbach (correcta ortografía: BUS:STOP Krumbach) fue un proyecto de construcción de siete paradas del servicio de autobuses Landbus Bregenzerwald en el municipio de Krumbach. Realizadas por siete arquitectos de diferentes países, en colaboración con pequeñas empresas locales, las paradas del autobús rural amarillo unen lo cotidiano con arquitectura sofisticada.